# ام حکیم بنت عبدالمطلب
بیضا بنت عبدالمطلب معروف به ام حکیم بنت عبدالمطلب (به عربی: أم حکیم بنت عبد المطلب) دختر عبدالمطلب و همسرش فاطمه بنت عمرو بود.

## زندگی
او در حدود سال ۵۴۶ در مکه به دنیا آمد.: 32  او خواهر دوقلوی عبدالله پدر محمد بود.: 198 
ام حکیم به بیضا (سفید) معروف بود، زیرا او تنها دختر عبدالمطلب بود که پوستش روشن بود.: 198 
او با کریز بن ربیعه از طایفه بنو عبدشمس قریش ازدواج کرد. فرزندان آن‌ها امیر، اروی، طلحه و ام طلحه بودند.: 32 : 198 
او مادربزرگ مادری عثمان بن عفان خلیفه سوم است.
ام حکیم قبل‌ از سال ۶۱۰ درگذشت.: 198 